# Maker's Mark

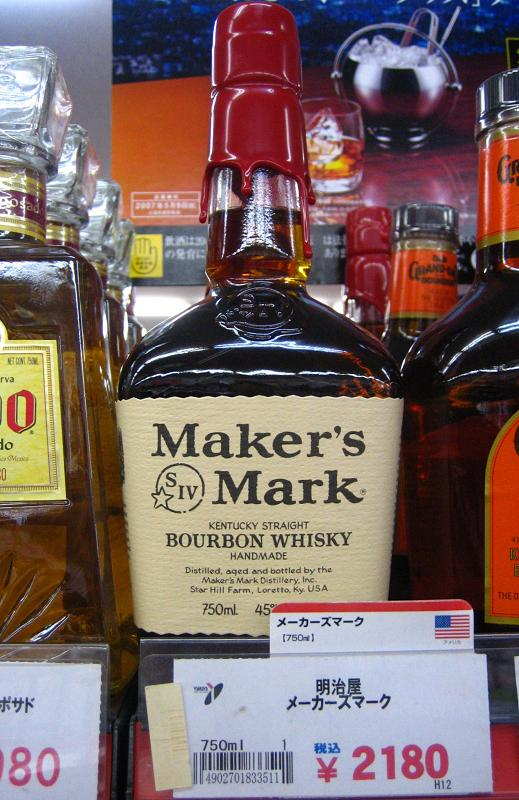
En flaska Maker's Mark bourbon

Maker's Mark, är en amerikansk whisky från Bourbon-distriktet i Bourbon, Kentucky, USA. Det produceras av majs, korn och vete. Produkten känns igen på sina speciella flaskor med flaskhalsen täckt av rött vax. Whisky-producenter i USA använder ofta stavningen whiskey på sina produkter, men på Maker's Marks etiketter är stavningen whisky för att markera producentens skotska ursprung.

## Historia
Familjen Samuels har destillerat whisky i elva generationer, med kommersiella destillerier i sex generationer. Deras första kommersiella destilleri togs i bruk 1844 på familjens gård Star hill farm i Samuels depot i Nelson county (nuvarande Samuels). Destilleriet producerade whisky med stor framgång fram till förbudstiden i USA på 1920-talet. På 1930-talet påbörjades byggnation av ett nytt destilleri, T.W Samuels distillery i Deatsville, Kentucky. Det drevs fram till 1943, då nedläggning av små destillerier beordrades av president Franklin D. Roosevelt som ett led i att säkra framställning av etanol för industriell användning under andra världskriget.
Bill Samuels Sr köpte Burks spring distillery i Happy hollow 1953 och återupptog produktionen av bourbon 1954. Det 170 år gamla familjereceptet eldades upp och istället satsades det på att producera en modern, mjuk, men karaktärsfull bourbon gjord på majs, korn och vintervete. Vidare bestämde man sig för att förnya form och design, och det var Bill Samuels fru Marge Samuels som designade flaskan som används än idag. Marge var väldigt förtjust i konjak och hon använde just konjakflaskor som inspiration för den nya designen.
Toppen av flaskan doppades i vax för att man ville försäkra kunderna om att inget annat än originalet tappats i flaskan. Inspirationen till namnet kom sig av Marge Samuels tennsamling, där objekt är märkta med tillverkarnas unika märken (maker's mark). Även symbolerna på flaskans etikett lades till enligt samma märkningstradition, med en stjärna för Star hill farm, S för familjenamnet Samuels och romerska siffran IV för fjärde generationen av kommersiella destillerier. 
Maker’s Mark är ett av de minsta destillerierna i USA och klassades som national historic landmark (kulturminnesmärke) 16 januari 1980. På grund av sin småskalighet och höga kvalitet, har Maker’s Mark blivit ett av de absolut mest respekterade bourbonmärkena runt om i världen.

## Tillverkning
Destilleriet ligger idag strax utanför Loretto, Kentucky. I Maker’s Mark användes minst 70% majs (minimikrav 51%) och lagras i minst 6.5 år (minimikrav 2 år). Man använder vintervete (red winter wheat) som ger destillatet en mjukare karaktär, än till exempel råg som de flesta producenter använder. Whiskyn destilleras två gånger under processen. Den fylls sedan i fat och lagras i svartmålade packhus på destilleriområdet och i trakten runt omkring. Under lagringen roteras faten regelbundet, något som inte görs av alla tillverkare. Efter mogningstiden hälls ett antal fat ihop, blandas med vatten till önskad styrka och fylls i flaskor. På senaste tiden har det framställts en ny variant, Maker's Mark 46, som lagras i ett nytt packhus med luftkonditionering. Alla övriga packhus är ej tempererade. 
Det mesta i produktionsledet görs fortfarande manuellt enligt gamla traditioner och då varje flaska doppas för hand har varje flaska Maker’s Mark sitt unika utseende. Varje flaska doppas 2.5 sekunder i vax, och märks med företagets egentillverkade etiketter.
Avvikande från andra destillerier säljs Maker's Mark med 45% alkohol (90% proof). Industristandard för de flesta whiskeysorter är dock 40% alkohol (80% proof). Maker’s Mark massproduceras inte likt många konkurrenter vilket har gjort att efterfrågan, nationellt och internationellt, idag är större än utbudet.

## Tillverkade varianter
- Maker's Mark (45 % Vol. Alkohol)
- Maker's Mark Cask Strength (ca. 60% Vol. Alkohol)
- Maker's Mark 46 (45% Vol. Alkohol)
- Maker's Mark Private Select (kan köpas enbart vid destilleriet)

Maker's Mark ingår idag i Beam Suntory-koncernen.